# Francisco Vera
Francisco Vera – piłkarz paragwajski, występujący na pozycji napastnika.
Wziął udział w turnieju Copa América 1921, gdzie Paragwaj zajął ostatnie, czwarte miejsce. Vera zagrał w dwóch meczach - z Brazylią i Argentyną.